# Надгробна плоча епископу Никифору Максимовићу у Манастиру Сретење на Овчару
Надгробна плоча епископу Никифору Максимовићу (†1853) у Манастиру Сретење на Овчару постављена је над гробом Ужичког владике Никифора Максимовића (1788-1853) у цркви Манастира Сретење на Овчару.
Натпис на надгробној плочи представља драгоцено историјско и епиграфско сведочанство. Уклесао га је најпознатији драгачевски каменорезац Радосав Чикириз из села Рти.

## Надгробно обележје
Епископ Никифор Максимовић, тада јеромонах, а касније архимандрит овог манастира, обновио је овчарско Сретење 1818. године. Овде је и сахрањен 1853. године у припрати манастирске Цркве.
Гроб је прекривен великом плочом од белог мермера у коју је правилним, китњастим словима уклесан текст епитафа. Једини ликовни и симболички украс представља мали малтешки крст на почетку натписа.

## Епитаф
Текст прилагођен савременом читаоцу
гласи:
Сија гробница ужичкога епископа господина Никифора Максимовића мјесеца фебруара 28 дне 1853 год[ине]
Родио се око 12 јануара 1788 године, а рукоположен за архијереја
19 августа 1831 год. у Цариграду.
Препис текста исписан читким словима предвуковског писма у коме је поштована оригинална ортографија у мери у којој је то допуштао избор доступних фонтова гласи:
СİЯ ГРОБНИЦА УЖИ=
ЧКОГА ЕПİСКОПА ГО=
СПОДИНА NİКИФОРА
МАКСИМОВИЋА, ПОЧİӢ
МЦА ФЕВРУАРА 28. ДЕԊ 1853. ГОД:
Родiосе око 12 Януара 1877. год:
А рукоположенъ за Архiєрея 19
АВГУСТА 1831. ГОД: У ЦАРИГРАДУ.